# Jules Dufrane
Jules François Dufrane, ook Dufrane-Friart, (Frameries, 24 maart 1848 - 5 augustus 1935) was een Belgisch volksvertegenwoordiger en senator.

## Levensloop
Dufrane was een zoon van François Dufrane, organist in de église Sainte Waudru en Julie Urbain. Hij trouwde met Alodie Friart. Ze hadden een zoon, Louis Dufrane, die advocaat werd.
Hij begon zijn loopbaan als gemeentesecretaris (1871-1891) van Frameries en als drukker-uitgever (1875-1919). Van 1891 tot 1903 was hij gemeenteraadslid van Frameries en van 1896 tot 1900 was hij schepen. Hij was ook provincieraadslid van 1882 tot 1892. Hij stichtte in Frameries de Société Musicale "La Ducale Fanfare". Hij stichtte ook een lokaal, politiek gekleurd blad onder de titel Tambour battant.
In 1892 werd hij verkozen tot liberaal volksvertegenwoordiger voor het arrondissement Bergen en vervulde dit mandaat tot in 1894. Hij werd opnieuw verkozen van 1900 tot 1904. 
In 1908 werd hij socialistisch senator voor hetzelfde arrondissement en behield dit mandaat tot in 1932.
Er is een Rue Jules Defrane in Frameries, de straat waar zich vroeger zijn Union des imprimeries bevond.

## Publicaties
- Le suffrage universel cominé avec la formule du 'savoir lire et écrire', Mons, 1890.
- Codu du timbre, annoté d'après les documents et discussions parlementaires, Mons, 1891.
- Loi concernant le travail des femmes, des adolescents et des enfants dans les établissements industriels, Mons, 1891.